# Italo Maione
Italo Maione (Buenos Aires, 8 giugno 1891 – Napoli, 1971) è stato un critico letterario italiano.

## Biografia
Nato a Buenos Aires, ma trasferitosi poi in Italia, nel 1916 conseguì la laurea in Storia dell'arte presso l'Università di Roma. Dal 1927 divenne insegnante nei licei, spostandosi in diverse città, e iniziò a lavorare come redattore della rivista Il Baretti di Piero Gobetti, fino alla sua chiusura, avvenuta nel 1928 per volontà del regime fascista.
Dopo alcuni anni trascorsi a Bonn, come lettore all'Università, nel 1936 divenne docente di Lingua e letteratura tedesca prima all'Università di Messina, poi dal 1945 a Palermo, infine a Napoli, dove resterà dal 1949 al 1961.
Negli anni '60 dirige la riedizione del Baretti, pubblicata a Napoli come rivista bimestrale 
letteratura, attualità e discussione. Collaborò anche con altre riviste, dedicandosi particolarmente allo studio e alla divulgazione della letteratura tedesca e francese, ma anche alla musica e al teatro.

## Opere
- La poesia di Verlaine, Bologna, Zanichelli, 1924.
- Il dramma di Grillparzer, Torino, Chiantore, 1928.
- Contemporanei di Germania, Torino, Fratelli Bocca, 1931.
- Profili della Germania romantica, Paravia Ed., Torino, 1935.
- Goethe, Roma, Remo Sandron, 1945.
- Il dramma di Wagner, Palermo, Ed. Pantea, 1947.
- Trittico neoromantico (George-Hofmannsthal-Rilke), Messina-Firenze, D'Anna, Biblioteca di Cultura Contemporanea, 1950.
- Due profili (Stendhal - G. De Nerval), Napoli, Libreria Scientifica Editrice, 1954.
- Franz Kafka, Napoli, Libreria Scientifica Editrice, 1955.
- Oscar Loerke poeta della crisi, in «Il Baretti», 3, 1960, pp. 30-42.
- Sommario storico e antologia della letteratura tedesca, dalle origini a Schiller, Napoli, Libreria Scientifica Editrice, 1960.
- Il poema cavalleresco e l'epopea nazionale in Germania, Napoli, Libreria Scientifica Editrice, 1961.
- Ultimi scritti: 1956-1966 (postumo) Cosenza, EB, Stampa 1991. [1]